# Belbari
Belbari (nepalski: बेलवारी) – gaun wikas samiti we wschodniej części Nepalu w strefie Kośi w dystrykcie Morang. Według nepalskiego spisu powszechnego z 2001 roku liczył on 4110 gospodarstw domowych i 19542 mieszkańców (10156 kobiet i 9386 mężczyzn).